# Moderne vijfkamp op de Olympische Jeugdzomerspelen 2010
De moderne vijfkamp is een van de olympische sporten die beoefend worden tijdens de Olympische Jeugdzomerspelen 2010 in Singapore. De onderdelen zullen worden afgewerkt van van 21 tot en met 24 augustus in de Singapore Sports School. Er zijn drie onderdelen: jongens, meisjes en gemengd team. Tijdens deze Spelen zullen slechts vier van de vijf vaste onderdelen worden afgewerkt: schermen, zwemmen, lopen en schieten. Paardensport staat hier niet op het programma. Bij het gemengd team wordt door loting een jongen aan een meisje gekoppeld. Het is mogelijk dat een team uit twee nationaliteiten bestaat.

## Deelnemers
De deelnemers moeten in 1992 of 1993 geboren zijn. Het aantal deelnemers is door het IOC op 24 jongens en 24 meisjes gesteld. Per land mag maximaal 1 jongen en 1 meisje mee doen.
Bij de continentale kwalificatietoernooien in 2009 waren voor Europa drie plaatsen in te vullen, voor Azië en Amerika twee plaatsen en voor Afrika en Oceanië één plaats. Op het jeugdwereldkampioenschap 2010 konden nog acht sporters uit landen die zich nog niet kwalificeerden, een plaats afdwingen. Het gastland mag een jongen en een meisje inschrijven. De overige zes vijfkampers worden door het IOC en de Union Internationale de Pentathlon Moderne aangewezen waarbij er voor werd gezorgd dat uiteindelijk elk land ten minste vier sporters kon laten deelnemen aan de Jeugdspelen.
Bovendien geldt dat per land het totaal aantal sporters, bekeken over alle individuele sporten en het basketbal tijdens deze Jeugdspelen, is beperkt tot 70.

## Kalender
| Augustus         | 14 | 15 | 16 | 17 | 18 | 19 | 20 | 21 | 22 | 23 | 24 | 25 | 26 |
| ---------------- | -- | -- | -- | -- | -- | -- | -- | -- | -- | -- | -- | -- | -- |
| Moderne vijfkamp |    |    |    |    |    |    |    | 1  | 1  |    | 1  |    |    |

|  | Finale |

## Medailles
| Discipline   | Goud    | Goud                          | Zilver  | Zilver                   | Brons   | Brons                                       |
| ------------ | ------- | ----------------------------- | ------- | ------------------------ | ------- | ------------------------------------------- |
| Jongens      | KOR     | Kim Dae Beom                  | RUS     | Ilya Shugarov            | MEX     | Jorge Camacho                               |
|              |         |                               |         |                          |         |                                             |
| Meisjes      | CUB     | Leydi Laura Moya Lopez        | HUN     | Zsofia Foldhazi          | UKR     | Anastasiya Spas                             |
|              |         |                               |         |                          |         |                                             |
| Gemengd team | UKR RUS | Anastasiya Spas Ilya Shugarov | CHN KOR | Zhu Wenjing Kim Dae-Beom | RUS LTU | Goelnaz Goebajdoellina Lukas Kontrimavicius |

### Medailleklassement
| Plaats | Land                 | NOC    | Goud | Zilver | Brons | Totaal |
| ------ | -------------------- | ------ | ---- | ------ | ----- | ------ |
| 1      | Cuba                 | CUB    | 1    | 0      | 0     | 1      |
| 1      | Zuid-Korea           | KOR    | 1    | 0      | 0     | 1      |
| 3      | Hongarije            | HUN    | 0    | 1      | 0     | 1      |
| 3      | Rusland              | RUS    | 0    | 1      | 0     | 1      |
| 5      | Mexico               | MEX    | 0    | 0      | 1     | 1      |
| 5      | Oekraïne             | UKR    | 0    | 0      | 1     | 1      |
| -      | Gemengde landenteams | MIX    | 1    | 1      | 1     | 3      |
| Totaal | Totaal               | Totaal | 3    | 3      | 3     | 9      |